# Federica D'Auria
Federica D'Auria (Torino, 27 agosto 2003) è una calciatrice italiana, difensore della Lazio, in prestito dalla Juventus, e della nazionale italiana.

## Carriera

### Club
D'Auria si avvicina al calcio fin da giovanissima, iniziando a dare i primi calci al pallone alla Polisportiva Vianney prima di passare al Rapid Torino.
Con l'istituzione della sua sezione femminile, nell'estate 2017 coglie l'occasione per legarsi alla Juventus, iniziando a giocare nelle sue giovanili interamente femminili. Dalla stagione 2019-2020 è in rosa con la squadra che disputa il Campionato Primavera, squadra con la quale disputa quattro finali consecutive, fino a quella del maggio 2023, senza che le bianconere riuscissero ad imporsi.
Nella stagione 2022-2023 viene aggregata alla prima squadra in occasione dell'incontro con il Brescia di Coppa Italia del gennaio 2023, seppur senza essere inserita in rosa per la partita dal tecnico Joe Montemurro.
Per la stagione 2023-2024 il club torinese decide di cedere D'Auria al Cesena con la formula del prestito al fine di acquisire esperienza in Serie B. A disposizione del tecnico Alain Conte viene impiegata in 29 dei 30 incontri previsti in campionato, siglando 5 reti, alle quali si aggiungono le 2 presenze in Coppa Italia, contribuendo a far raggiungere alla sua squadra il 4º posto in cadetteria e gli ottavi di finale in Coppa.
Tornata in organico con il club proprietario del cartellino durante la sessione estiva di calciomercato 2024, la Juventus decide di girarla nuovamente in prestito, questa volta alla neopromossa Lazio, contestualmente annuncia la firma del suo primo contratto da professionista con scadenza al 30 giugno 2027.
Sotto la guida di Gianluca Grassadonia, ottiene piena fiducia fin dal primo incontro in programma, scendendo in campo da titolare già alla 1ª giornata di campionato e facendo il debutto in Serie A nell'impegnativo derby capitolino il 30 agosto, dove la Lazio riesce a chiudere la partita casalinga sul 2-2. La prima rete arriva la giornata successiva, dove al vantaggio di Nora Heroum al 75' per la Sampdoria risponde D'Auria 9 minuti più tardi riportando il risultato in parità. Il 1° luglio 2025, il suo prestito alla Lazio viene rinnovato per un ulteriore anno.

### Nazionale
Notata dagli osservatori della FIGC, D'Auria viene convocata dalla Federcalcio italiana nel 2018, chiamata dal tecnico federale Nazzarena Grilli a inizio anno con la selezione under 16 per la doppia amichevole con la Slovenia del 19 e 21 gennaio, per poi essere chiamata nei mesi successivi per il trofeo UEFA in Portogallo, chiuso al secondo posto, e nell'aprile di quell'anno per il Torneo delle Nazioni dove però non viene impiegata. In totale con questa rappresentativa marca 5 presenze segnando un gol.
Dopo aver già ritrovato la maglia della nazionale, sempre con Grilli ma passata ora alla nazionale femminile under 23 italiana, dal febbraio 2023 all'anno successivo, nell'aprile del 2025 viene convocata in nazionale maggiore dal CT Andrea Soncin, in vista dell'incontro di Women's Nations League in casa della Danimarca; quindi, fa il suo esordio in maglia azzurra l'8 aprile seguente, subentrando a Lisa Boattin all'89' della stessa partita, vinta per 3-0.

## Statistiche

### Presenze e reti nei club
Statistiche aggiornate al 12 aprile 2025.
| Stagione        | Squadra         | Campionato      | Campionato | Campionato | Coppe nazionali | Coppe nazionali | Coppe nazionali | Coppe internazionali | Coppe internazionali | Coppe internazionali | Altre coppe | Altre coppe | Altre coppe | Totale | Totale |
| Stagione        | Squadra         | Comp            | Pres       | Reti       | Comp            | Pres            | Reti            | Comp                 | Pres                 | Reti                 | Comp        | Pres        | Reti        | Pres   | Reti   |
| --------------- | --------------- | --------------- | ---------- | ---------- | --------------- | --------------- | --------------- | -------------------- | -------------------- | -------------------- | ----------- | ----------- | ----------- | ------ | ------ |
| 2022-2023       | Juventus        | A               | -          | -          | CI              | -               | -               | UWCL                 | -                    | -                    | SI          | -           | -           | -      | -      |
| 2023-2024       | Cesena          | B               | 29         | 5          | CI              | 2               | 0               | -                    | -                    | -                    | -           | -           | -           | 31     | 5      |
| 2024-2025       | Lazio           | A               | 22         | 1          | CI              | 4               | 0               | -                    | -                    | -                    | -           | -           | -           | 26     | 1      |
| Totale carriera | Totale carriera | Totale carriera | 51         | 6          | -               | 6               | 0               | -                    | -                    | -                    | -           | -           | -           | 57     | 6      |

### Cronologia presenze e reti in nazionale
| Cronologia completa delle presenze e delle reti in nazionale ― Italia | Cronologia completa delle presenze e delle reti in nazionale ― Italia | Cronologia completa delle presenze e delle reti in nazionale ― Italia | Cronologia completa delle presenze e delle reti in nazionale ― Italia | Cronologia completa delle presenze e delle reti in nazionale ― Italia | Cronologia completa delle presenze e delle reti in nazionale ― Italia | Cronologia completa delle presenze e delle reti in nazionale ― Italia | Cronologia completa delle presenze e delle reti in nazionale ― Italia |
| Data                                                                  | Città                                                                 | In casa                                                               | Risultato                                                             | Ospiti                                                                | Competizione                                                          | Reti                                                                  | Note                                                                  |
| --------------------------------------------------------------------- | --------------------------------------------------------------------- | --------------------------------------------------------------------- | --------------------------------------------------------------------- | --------------------------------------------------------------------- | --------------------------------------------------------------------- | --------------------------------------------------------------------- | --------------------------------------------------------------------- |
| 8-4-2025                                                              | Herning                                                               | Danimarca                                                             | 0 – 3                                                                 | Italia                                                                | UEFA Women's Nations League 2025 - Fase a gironi                      | -                                                                     | 89’                                                                   |
| Totale                                                                |                                                                       | Presenze                                                              | 1                                                                     |                                                                       | Reti                                                                  | 0                                                                     |                                                                       |

## Palmarès

### Club
- Campionato italiano di Serie B: 1

Napoli: 2019-2020